# قزل-بیرق (شهرستان کمین)
قزل-بیرق (به لاتین: Kyzyl-Bayrak) یک روستا در قرقیزستان است که در شهرستان کمین واقع شده‌است. قزل-بیرق ۳۰۴ نفر جمعیت دارد و ۱٬۵۴۵ متر بالاتر از سطح دریا واقع شده‌است.